# Le Cauchemar (pel·lícula de 1896)
Le Cauchemar (El malson) s una pel·lícula muda de la productora francesa Star Film de l'any 1896, del director pioner Georges Méliès. Numerada com la n° 82 en els seus catàlegs, es va publicitar com una obra fantàstica. La pel·lícula va ser filmada en l'exterior, en un jardí de la propietat de Méliès en Montreuil, Sena-Saint Denis, amb un paisatge pintat. Méliès interpreta al hombre dormido.

## Sinopsi
Un home que no aconsegueix agafar el son és visitat per diverses visions que es transformen entre si, inclosa una nena vestida només amb un llençol, un ministrer amb blackface, Pierrot i l'home de la lluna, que rosega el seu braç. Es desperta embullat en els seus llençols, però alleujat que tot fos només un somni.